# Lythrypnus dalli
Lythrypnus dalli är en fiskart som först beskrevs av Gilbert, 1890.  Lythrypnus dalli ingår i släktet Lythrypnus och familjen smörbultsfiskar. IUCN kategoriserar arten globalt som livskraftig. Inga underarter finns listade i Catalogue of Life.